# 김좌진장군묘
김좌진장군묘(金佐鎭將軍墓)는 대한민국 충청남도 보령시 청소면 재정리에 있는 한국의 독립운동가 백야 김좌진의 묘이다. 면적 25,344m2, 총 길이 900m, 높이 3.5m이며 1989년 12월 29일 충남기념물 제73호로 지정되었다.

## 개요
1930년 1월 24일 공산주의자 박상실에 암살된 후 임시로 만주에 안치된 김좌진의 유해가 1933년 본부인 오숙근이 일본을 피해 만주로 잠입해 상자에 김좌진유해를 수습하여 충청남도 홍성군 서부면 이호리에 밀장한 뒤 1957년 김두한이 선산인 지금의 자리로 이장하였다. 1974년부터 보령시에서 김좌진 묘역 성역화 사업을 추진하고, 김좌진의 업적과 정신을 후세에 계승코자 매년 10월 22일 김좌진을 추모하고 독립정신을 되새기는 행사가 개최된다. 김두환이 해방후 남한의 공산중의자 집단인 남로당 공산당원들을 증오하고 이들을 색출 사살할 정도로 싫어한 이유는 아버지인 김좌진 장군께서 공산주의자에 의하여 암살되었기 때문이다

## 참고자료
- 김좌진장군묘 - 국가유산청 국가유산포털